# Michal Horňák
Michal Horňák (Vsetín, 28 aprile 1970) è un allenatore di calcio ed ex calciatore ceco, di ruolo attaccante, vice allenatore dell'Under-21 ceca.

## Carriera

### Giocatore

#### Club
Dopo aver iniziato nello Zbrojovka Vsetín, a sedici anni passò nelle giovanili del TJ Gottwaldov. Nel 1988 fu acquistato dallo Sparta Praga che lo girò l'anno successivo all'RH Cheb. Ritornato allo Sparta nel 1991, giocò, fino al 2001, 234 partite e andò a segno in 13 occasioni.
Sempre nel 2001 il calciatore si trasferì in Austria al LASK Linz, allora militante in seconda divisione. Nell'estate del 2003 andò all'Opava in Repubblica Ceca. Nel 2004 ritornò in Austria, stavolta all'SV Horn, compagine di 1. Niederösterreichische Landesliga (IV). Finì di giocare nel 2005 in seguito ad una lesione al tendine d'achille.

#### Nazionale
Con la Rep. Ceca collezionò complessivamente 38 presenze impreziosite da una rete. Partecipò al campionato d'Europa 1996.

### Allenatore
Ha allenato Zenit Čáslav, Graffin Vlašim, Sparta Praga B e, ad interim, lo Sparta Praga.

## Palmarès

### Club

#### Competizioni nazionali
- Campionato cecoslovacco: 3

Sparta Praga: 1988-1989, 1990-1991, 1992-1993
- Campionato ceco: 7

Sparta Praga: 1993-1994, 1994-1995, 1996-1997, 1997-1998, 1998-1999, 1999-2000, 2000-2001
- Coppa di Cecoslovacchia: 1

Sparta Praga: 1991-1992
- Coppa della Repubblica Ceca: 1

Sparta Praga: 1995-1996